# Obice da 210/22 modello 35
Die Obice da 210/22 (Ansaldo 210/22 Mod. 35) ist ein italienisches Artilleriegeschütz, das vor dem Zweiten Weltkrieg entwickelt und in diesem Krieg eingesetzt wurde. Der Hersteller war das Rüstungsunternehmen Ansaldo und die Konstruktion sehr zeitgemäß, so dass die italienische Armee das Geschütz bis 1969 nutzte.

## Entwicklung
Während des Ersten Weltkrieges (1915–1918) beklagte sich die königlich italienische Armee über den Mangel an schweren Geschützen. Die schwierige Nachkriegszeit der 1920er bot keine Möglichkeit, neue schwere Geschütze zu beschaffen und zu entwickeln. Doch hatte man während des Krieges Erfahrungen gesammelt, die letztlich die Entwicklung einer neuen Haubitze im Kaliber 149 mm und einer im Kaliber 210 mm ermöglichten. Aufgabe der neuen Geschütze sollte das Niederkämpfen gegnerischer Artillerie und die Bekämpfung von Zielen weit hinter der Front sein.
Die Erfahrungen waren bereits in einer Studie aus dem Jahr 1919 zusammengefasst worden, doch die Erkenntnisse wurden erst 1928 bis 1929 ausgewertet und für das Anforderungsprofil der beiden gewünschten neuen Geschütze zusammengefasst. Sie sollten eine Mindestreichweite von 15 km haben und in drei Lasten zu maximal 8 t je Last transportierbar sein.
Es wurde ein Konzept vom DSSTAM (Direzione Superiore del Servizio Tecnico Armi e Munizioni) vorgelegt und ausgewählt, welches dann als Prototypen bei Ansaldo im Werk Genua umgesetzt wurde. OTO Melara hatte ebenfalls ein Konzept entwickelt und der Kommission vorgelegt, die 210/21 von OTO erfüllte zwar nicht alle Anforderungen, doch auch ihre Fertigung wurden von der Kommission empfohlen. Die Ansaldo 210/22 Mod. 35 wurde schließlich offiziell eingeführt.

## Technik
Das Geschütz ist eine konventionelle Konstruktion. Die Räderlafette besteht aus vier Rädern. Zwei Spreizholme verleihen dem Geschütz Stabilität. Zum Feuern werden die Räder angehoben und über eine Bodenplatte geschoben. Wiege und Rohrrücklauf waren so konstruiert, dass selbst bei einem Schuss aus höchster Erhöhung das Bodenstück nicht den Boden berühren konnte.

## Produktion und Einsatz
Für die Fertigung wurden die Firmen Ansaldo und OTO zu gleichen Teilen mit dem Erstauftrag von je 12 Geschützen bedacht. Ursprünglich waren 346 Haubitzen bestellt worden. Die Bestellung von 1939 umfasste 66 Geschütze, doch 1941 wurde diese auf 46 und 1943 auf 34 Stück reduziert. In der Summe scheint die Produktion zwischen 1939 und 1943 nur bei 85 Geschützen gelegen zu haben. Die Italienischen Streitkräften nutzten das Geschütz bis in die 1960er-Jahre.

## 21 cm Haubitze 39M
Die 210/22 Mod. 35 wurde von OTO an Ungarn verkauft, wobei ursprünglich 14 Geschütze bestellt waren. Aus der ersten Produktion wurden 8 Geschütze geliefert. Schwächen bei den Rädern und dem Fahrwerk führten zur überarbeiteten Version 21-cm-Haubitze 40 Ma. Es sollen letztlich nur 12 Geschütze ausgeliefert worden sein.

## 21 cm Haubitze 520 (i)
Das Geschütz erhielt in der Wehrmacht die Bezeichnung 210 mm Haubitze 520 (i), wobei das „i“ für „italienisch“ steht. Die deutsche Wehrmacht übernahm die Geschütze und setzte die Produktion in den norditalienischen Fabriken bis Kriegsende fort. Dies erfolgte nach dem 8. September 1943 in den OTO-Werken, die insgesamt 22 mit der Bezeichnung 21 cm H 520 (i) fertigten.

## Technische Daten
- Kaliber: 210 mm
- Gefechtsgewicht: 15.885 kg
- Höhenrichtbereich: 0° bis +70°
- Mündungsgeschwindigkeit: 560 m/s
- Geschoss/Gewicht: Hochexplosiv/101 kg
- Schussweite: 15.400 m